# 대륙별 인터넷 레지스트리

대륙별 인터넷 레지스트리 지도.

대륙별 인터넷 레지스트리(Regional Internet registry)는 세계의 특정 지역 내에서 인터넷 번호 자원의 할당 및 등록을 관리하는 단체이다. 인터넷 번호 자원에는 IP 주소, 자율 시스템(AS) 번호가 포함된다.
대륙별 인터넷 레지스트리는 시간이 지남에 따라 발전하여 왔으며, 5개의 RIR으로 최종적으로 분리되어 있다:
- AFRINIC[1](African Network Information Center): 아프리카
- ARIN[2](American Registry for Internet Numbers): 카리브 제도의 일부 지역, 미국, 캐나다, 남극
- APNIC[3](Asia-Pacific Network Information Centre): 아시아, 오스트레일리아, 뉴질랜드, 주변 국가
- LACNIC[4](Latin America and Caribbean Network Information Centre): 라틴아메리카, 카리브 제도의 일부 지역
- RIPE NCC[5](Réseaux IP Européens Network Coordination Centre): 유럽, 러시아, 중동, 중앙아시아

## 같이 보기
- 국가 코드 최상위 도메인
- 인터넷 거버넌스